# موغام الثلاثي

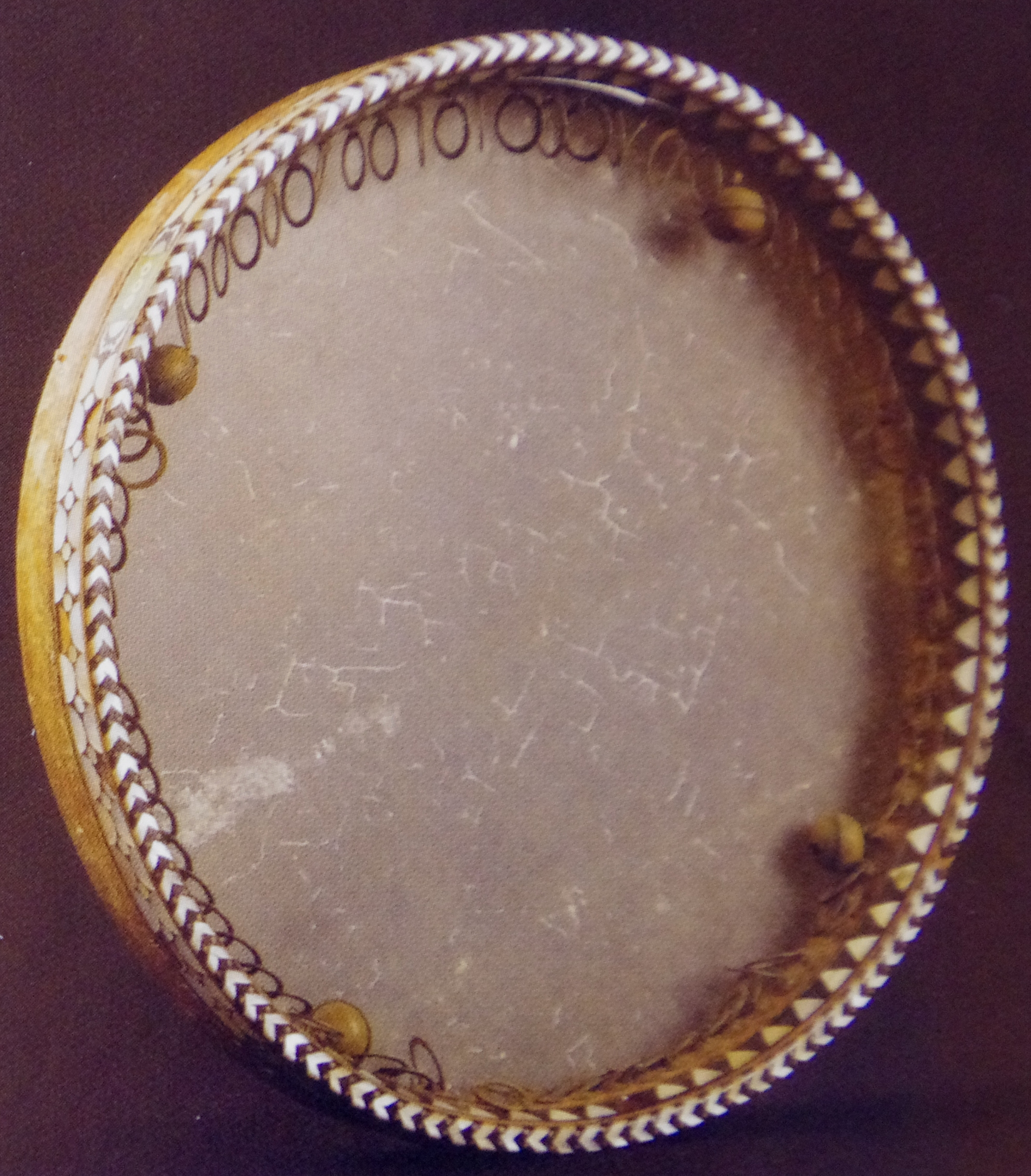

ثلاثي المقام الأذربيجاني هم مجموعة من العازفين الذين يتقنون عزف المقام الأذربيجاني الكلاسيكي على الآلات الموسيقية الوطنية لأذربيجان وهي: الدف والتار والكمنجة.

## استخدام الآلات الموسيقية
الدف هو عبارة عن حلقة خشبية مستديرة مغطاة من جانب واحد بجلد السمك. يتم تثبيت حلقات دائرية صغيرة داخلها يبلغ عرضها 60-75 مم وقطرها 350-450 مم ، ولا تستخدم أثناء العزف. يعزف المقام الأذربيجاني على نطاق واسع في العروض.
تار (آلة موسيقية) - القطران ، الجذعية الطويلة. إيران وأذربيجان وجورجيا وأرمينيا وجزئيا الآلات الوترية المستخدمة في تركيا.يتكون القطران ، الذي يختلف عن الآلات الموسيقية الأخرى من حيث التركيب والشكل ، بشكل أساسي من ثلاثة أجزاء: الحوض والذراع والجمجمة. تار أذربيجان مدرجة في قائمة اليونسكو للتراث الثقافي غير المادي منذ عام 2012.

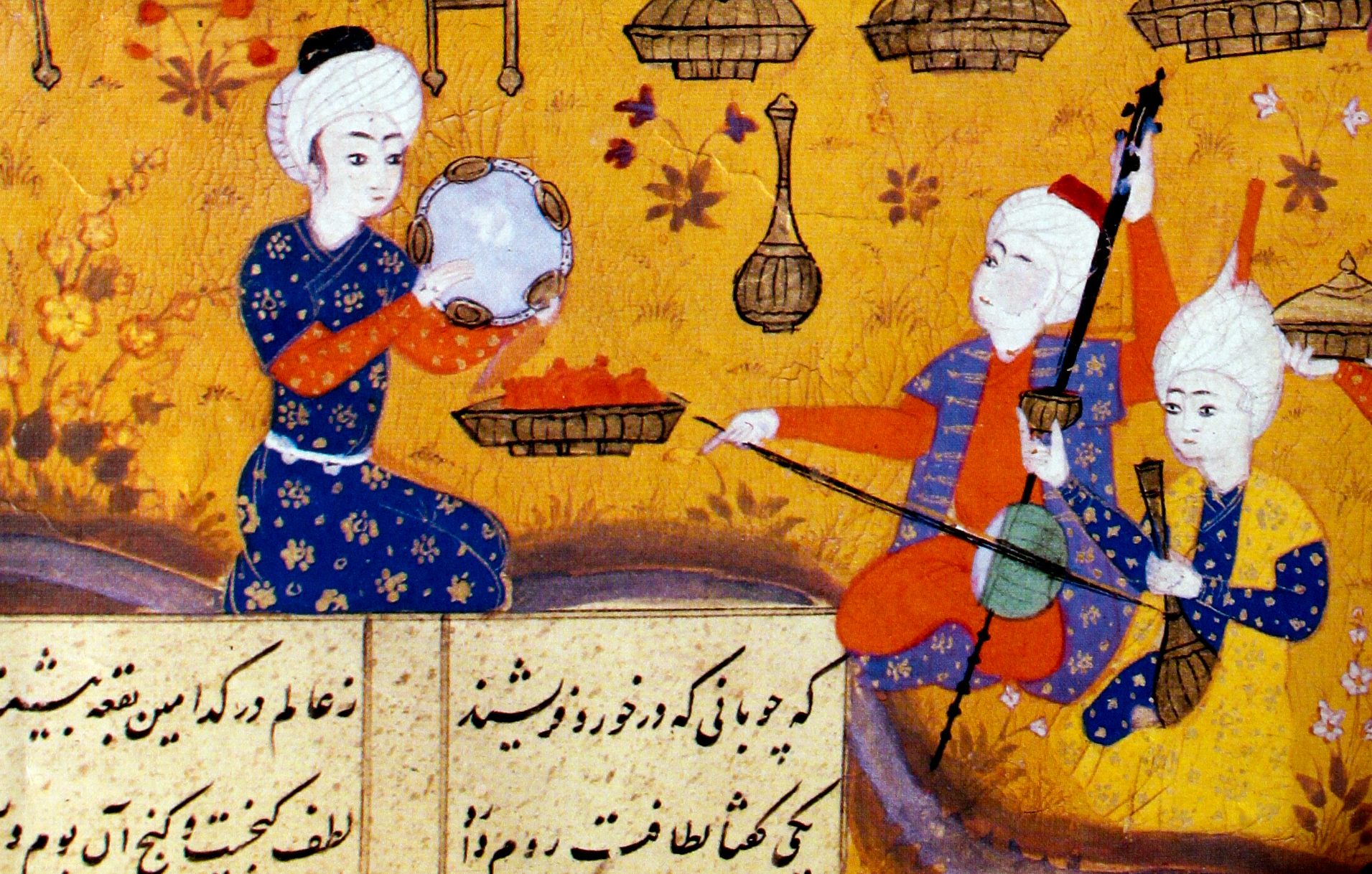

كمنجة - هذه الأداة معروفة في أذربيجان وإيران والقوقاز.وهي تستخدم أساسا في موغام.